# Thule-sagen (1968)
 Denne artikel omhandler den politiske debat, der opstod i 1968 efter nedstyrtningen af et amerikansk bombefly nær Thule i Grønland. Opslagsordet har også en anden betydning, se Thule-sagen.
Thule-sagen er betegnelsen for den politiske debat, der opstod i 1968, da et amerikansk atombevæbnet bombefly styrtede ned i nærheden af Thule Air Base.

## Baggrund
Efter afslutningen af 2. Verdenskrig og ved indledningen af Den Kolde Krig fik Danmarks daværende koloni Grønland en stigende betydning i stormagternes positionering over for hinanden. Danmark var indtrådt i NATO i 1949 og havde forpligtelser til at udøve forsvar af Grønland også inden for alliancens rammer. USA, der under 2. verdenskrig reelt havde varetaget Grønlands forsvar, havde interesse i at etablere militærbaser i Grønland og lade Grønland indgå som en integreret del i USA's globale net af baser og interesseområder. Således tilbød USA kort efter krigen at købe Grønland af Danmark. Danmark ønskede imidlertid ikke at sælge kolonien. I stedet indgik USA og Danmark den 27. april 1951 en traktat om forsvaret af Grønland (Grønlandstraktaten).
Ved Grønlandstraktaten fik USA omfattende beføjelser inden for forsvarsområdet, og opnåede blandt andet adgang til at oprette en militærbase i området ved Uummannaq. Traktaten er ikke entydig vedrørende spørgsmålet om oplagring af amerikanske atomvåben i Grønland. Den danske regering og danske politikere gav åbent udtryk for, at det var en lettelse, at USA afholdt omkostningerne ved Grønlands forsvar, ligesom man fra dansk side ikke havde nogen større interesse i at involvere sig i de amerikanske militære aktiviteter, blandt andet af frygt for Danmarks forhold til Sovjetunionen i de første faser af den kolde krig. Således udtalte det danske udenrigsministerium i 1958 som en reaktion på en amerikansk avisartikel om missilbaser på Grønland: "Spørgsmålet [om underretning af Danmark] har mange facetter, bl.a. hensigtsmæssigheden af at forelægge det for Danmark – set fra et dansk synspunkt".
Den tvetydige formulering af Grønlandstraktens regulering af spørgsmålet om atomvåben, og den danske regerings manglende lyst til at få forholdet præciseret, ledte til, at den amerikanske regering via sin ambassadør i Danmark i en uformel henvendelse til den danske regering under ledelse af den socialdemokratiske statsminister H.C. Hansen forespurgte, om den danske regering var interesseret i at blive orienteret om en udstationering af atomvåben i Grønland. Henvendelsen blev besvaret af H.C. Hansen i et brev af den 16. november 1957, hvori H.C. Hansen noterede, at USA fortolkede forsvarsaftalen fra 1951 således, at den gav USA mulighed for at opbevare atomvåben i Grønland, og at dette ikke gav anledning til bemærkninger fra regeringens side. Besvarelsen af henvendelsen var i modstrid med den officielle danske politik, hvorefter den danske regering var imod udstationering af atomvåben i Danmark i fredstid. Senere præciserede statsminister Viggo Kampmann i 1961, at Danmarks atomvåbenpolitik også omfattede udstationering af atomvåben i Grønland.
Kampmanns erklæring fra 1961 var bemærkelsesværdig, idet det efterfølgende har vist sig, at den danske regering som minimum burde have vidst, at den amerikanske regering aktivt benyttede Thule Air Base som en del af den amerikanske atomvåbenstrategi under den kolde krig, og at Thule Air Base regelmæssigt blev overfløjet af B-52 Stratofortress fly med kapacitet til at medføre atomvåben.

## Sagens opståen og forløb
Den danske regerings politik om udadtil at fastholde, at der ikke kunne placeres atomvåben i Danmark og Grønland samtidig med, at regeringen bevidst undgik nærmere orientering om de amerikanske aktiviteter i og omkring Grønland blev sat på en prøve, da et amerikansk B-52 bombefly lastet med brintbomber under en rutineflyvning styrtede ned i nærheden af Thule Air Base den 21. januar 1968. Thuleulykken indtrådte 2 dage før et Folketingsvalg, og tilstedeværelsen af brintbomber på det amerikanske bombefly udløste en betydelig debat om, hvorvidt den amerikanske regering respekterede den politik, som den danske regering havde meddelt den danske offentlighed, nemlig, at Danmark ikke accepterede atomvåben på sit territorium i fredstid. Såvel den danske som den amerikanske regering meddelte, at flyet ikke havde været på en rutineflyvning, men at flyet alene havde søgt at nødlande i Thule som følge af den brand, der var opstået i flyet inden styrtet.
Den danske regering forsikrede efter flystyrtet, at den danske atomvåbenpolitik fortsat var gældende. Således udtalte statsminister Jens Otto Krag den 22. januar 1968 blandt andet: "Som bekendt er der i overensstemmelse med regeringens politik ingen atomvåben inden for dansk område. Dette gælder også for Grønland, og der kan derfor ikke ske overflyvning af Grønland af flyvemaskiner med atombomber ...." og udenrigminister Hans Tabor udtalte samme dag: "Den danske atompolitik gælder også for Grønland, herunder luftrummet over Grønland. Der er ikke placeret atomvåben i Grønland. De amerikanske myndigheder er naturligvis bekendt med Danmarks atompolitik, og vi går ud fra som givet, at der ikke sker amerikanske overflyvninger af grønlandsk område af maskiner, der medfører atomvåben ...".

## Efterspil
Efter afslutningen af den kolde krig blev det efterhånden klart, at den danske regering ikke havde orienteret offentligheden fyldestgørende om de reelle forhold i relation til den amerikanske tilstedeværelse i Grønland og den danske atomvåbenpolitik, og en ny Thulesag opstod herefter. Dansk Udenrigspolitisk Institut blev anmodet om at udarbejde en rapport om forløbet, og denne afslørede, at den danske regering havde spillet dobbeltspil i forholdet mellem USA og den danske befolkning.